# Енгелберт II фон Зайн
Енгелберт II фон Зайн (на немски: Engelbert II zu Sayn; † между 23 юни 1344 и 21 септември 1345) е граф на Зайн-Хомбург-Фалендар.

## Произход
Той е най-възрастният син на граф Готфрид II фон Зайн-Хомбург и Фалендар († 1354) и първата му съпруга София фон Фолмещайн († 1323), дъщеря на Дитрих I фон Фолмещайн-Бракел († 1313) и Кунигунда фон Дортмунд († сл. 1304). По-малкият му брат Салентин II (ок. 1314 – 1392) е граф на Изенбург-Витгеншайн, господар на Хомбург. По-малкият му полубрат Йохан († сл. 1372) е свещеник във Фалендар.

## Фамилия
Енгелберт II се жени през 1322 или 1323 г. за Агнес фон Грайфенщайн († сл. 1365), единствената дъщеря на Герхард II фон Грайфенщайн († сл. 1317) и Мария фон Долендорф († сл. 1364). Те имат децата:
- Йохан фон Зайн († 1406), преименува се на „фон Грайфенщайн“
- дъщеря, омъжена за Йохан фон Коберщайн

Вдовицата му Агнес фон Грайфенщайн се омъжва втори път за Адолф фон Окерсхузен.